# Poecilopsis tessellata
Poecilopsis tessellata là một loài bướm đêm trong họ Geometridae.